# RKS Brno-Komárov
RKS Brno-Komárov byl středovlnný vysílač v lokalitě Ráječek v Brněnských Ivanovicích v Brně, který sloužil k rozhlasovému vysílání.
Pokusné vysílání zde bylo zahájeno 10. května 1924 na kmitočtu 187,5 kHz, kde byly od 12. července 1924 vysílány pravidelné burzovní zprávy, každý den 15 minut. Na střeše Zemského domu bylo 1. září 1924 otevřeno Brněnské studio, odkud se vysílalo ve čtvrtek od 16 do 17 hodin a v neděli od 10 do 11 hodin. Od 1. března 1925 se z Brna vysílalo pravidelně, každý den od 19 do 21 hodin na kmitočtu 400 kHz výkonem 1 kW a od 14. listopadu 1926, s nově instalovaným vysílačem Marconi, na kmitočtu 679,9 kHz výkonem 2,4 kW.
V roce 1930 proběhla výstavba potřebných prvků pro vysílání, byla dokončena potřebná přístavba a započala montáž nového vysílače Marconi o výkonu 32 kW. Současně byly vybudovány nové vysílací stožáry s výškou 60 metrů. V této sestavě se začalo vysílat v červnu 1931.
V období německé okupace byl vysílač obsazen německou posádkou, byla vybudována budova vojenské ostrahy a aktivity vysílače byly přísně střeženy. Na základě rozkazu byl komplexně zlikvidován uložením a odpálením náloží na vysílací pracoviště i pod anténní stožáry. K tomu došlo 19. dubna 1945. Po konci 2. světové války probíhala oprava budovy vysílače i jejího vybavení, v zimě roku 1945 již bylo možné zahájit vysílání na frekvenci 922 kHz s výkonem 25 kW. Toto vysílání však pokračovalo pouze do 28. října 1947, kdy byl spuštěn nově opravený vysílač Dobrochov, který disponoval výkonem 100 kW a umožňoval pokrytí celé Moravy.
V období let 1947 až 1960 pracoval vysílač na dlouhé vlně pro brněnské letiště. Současně byl využíván pro tzv. speciální provoz, tedy pro rušení nežádoucích zahraničních vysílačů. V roce 1952 byl původní vysílač o výkonu 25 kW přeladěn na kmitočet 719 kHz a výkon snížen na 13 kW. Vysílalo se z antény o výšce 60 metrů. Ke stejnému účelu byly vybudovány příslušné antény a doplněny další vysílače. V roce 1951 byl instalován vysílač SRV 3, v roce 1953 dva vysílače SRV 1. V roce 1957 byly pro tento účel vystavěny čtyři kvadrantové antény a jedna kosočtverečná. Pro zajištění náhradních dodávek elektřiny byl využit dieselagregát Škoda 6 S 160. V letech 1959 až 1960 bylo středisko speciálního provozu rozšířeno a doplněno dalšími třemi vysílači typu KUV 3/5.
V roce 1964 se na vysílač vrací i na rozhlasové vysílání – pracoval na kmitočtu 1484 kHz s výkonem 3 kW pro program Praha a krajské vysílání. V roce 1978 bylo vybavení doplněno dalšími třemi vysílači KUV 3/5 ze zrušeného střediska v Moravanech, kde pracovaly pro Mezinárodní telegrafní a telefonní ústřednu. 23. listopadu 1978 došlo v souvislosti s celoevropskou změnou rastru kmitočtů ke změně vysílacího kmitočtu ze 1484 kHz na 1332 kHz.
20. června 1981 byl uveden do provozu nový vysílač SRV 20A, který nahradil původní SRV 25. Také tento vysílač sloužil pro speciální provoz.
20. března 1982 bylo spuštěno vysílání Národního okruhu Praha a krajského vyslání na 900 kHz ze dvou vysílačů SRV 20A. V roce 1986 došlo k několika přeladěním v souvislosti s rekonstrukcí vysílače Dobrochov. Ve stejném roce probíhalo zkušební vysílání pro motoristy na kmitočtu 1071 kHz s výkonem 20 kW. Od 13. června 1986 stanice Praha vysílá výkonem 20 kW na kmitočtu 603 kHz.
21. dubna 1989 bylo zahájeno vysílání stanice Hvězda výkonem 2x 20 kW na kmitočtu 1233 kHz. Současně bylo ukončeno vysílání Národního okruhu Praha a krajského vysílání na kmitočtu 900 kHz. Na vlně 603 kHz vysílá Regina, od 21. března 1992 s řízenou nosnou vlnou. Od 26. října 1992 z Komárova vysílá stanice Svobodná Evropa na kmitočtu 1485 kHz výkonem 1 kW. Od 19. června 1993 je na kmitočtu 1233 kHz výkonem 50 kW vysílán program Radiožurnál a na kmitočtu 900 kHz výkonem 25 kW program Regina. Od 1. února 1994 byl výkon Radiožurnálu snížen na 25 kW a 28. února 1994 bylo ukončeno vysílání Reginy na kmitočtu 900 kHz. Od 13. června 1994 na kmitočtu 900 kHz výkonem 25 kW vysílá z Komárova stanice Praha. Vysílání Radiožurnálu na kmitočtu 1233 kHz bylo ukončeno 15. července 1994, místo něj na stejném kmitočtu výkonem 25 kW vysílá Radio Echo až do 31. srpna 1995. Vysílání stanice Svobodná Evropa bylo ukončeno 31. ledna 1996, od následujícího dne byl výkonem 25 kW na kmitočtu 1233 kHz vysílán program Český rozhlas 6.
Od 1. dubna 2000 z Komárova vysílá na frekvenci 1584 kHz a výkonem 1 kW Country Radio.
23. května 2000 proběhla demolice vysílacího stožáru č. 1 o výšce 60,5 m. Nový stožár typu UNIPOL, vysoký 79,5 m, byl postaven 28. června 2000, anténní domek byl osazen novými novou technologií a vysílání z této nové vyzařovací soustavy bylo zahájeno 26. srpna 2000. Starý anténní stožár č. 2 o výšce 60,5 m byl demolován 5. září 2000.
V červenci 2001 bylo zahájeno testování bezobslužného provozu vysílačů. Od ledna 2002 pak běží zkušební provoz řízení všech vysílačů ze střediska na vysílači Kojál. Byla zrušena trvalá obsluha a na středisku ponechán jeden servisní pracovník.
31. října 2003 bylo ukončeno vysílání Českého rozhlasu 2 na kmitočtu 900 kHz, 31. ledna 2004 ukončil Český rozhlas také vysílání programu Český rozhlas 6 na frekvenci 1233 kHz. Rozhodnutím vedení Českých Radiokomunikací byly vysílače zrušených programů demontovány a zlikvidovány.
30. dubna 2004 ukončilo své vysílání na frekvenci 1584 kHz i Country Radio. Byly vypnuty vysílače SRV 1B, čímž bylo ukončeno AM vysílání z vysílače Brno-Komárov.
Demolice stožáru, který byl vystavěn v roce 2000, probíhala 22. ledna 2013. V současnosti jsou pozemky a budovy tehdejšího vysílače v soukromém vlastnictví.

## Dříve vysílané rozhlasové stanice
|         | Stanice                   | Kmitočet                             | Výkon (ERP)  | Zahájení vysílání | Ukončení vysílání |
| ------- | ------------------------- | ------------------------------------ | ------------ | ----------------- | ----------------- |
| AM (SV) | Český rozhlas Regina      | 603 kHz, 900 kHz                     | 25 kW        | 21. března 1992   | 28. února 1994    |
| AM (SV) | Český rozhlas 2           | 900 kHz                              | 25 kW        | 13. června 1994   | 31. října 2003    |
| AM (SV) | vysílání pro motoristy    | 1071 kHz                             | 20 kW        | ??. ??. 1986      | ??. ??. 1986      |
| AM (SV) | Český rozhlas 6           | 1233 kHz                             | 25 kW        | 1. února 1996     | 31. ledna 2004    |
| AM (SV) | Český rozhlas Radiožurnál | 1233 kHz                             | 50 kW, 25 kW | 19. června 1993   | 15. července 1994 |
| AM (SV) | Radio Echo                | 1233 kHz                             | 25 kW        | 15. července 1994 | 31. srpna 1995    |
| AM (SV) | stanice Hvězda            | 1233 kHz                             | 2x 20 kW     | 21. dubna 1989    | ??. ????          |
| AM (SV) | Svobodná Evropa           | 1485 kHz                             | 1 kW         | 26. října 1992    | 31. ledna 1996    |
| AM (SV) | Country Radio             | 1584 kHz                             | 1 kW         | 1. dubna 2000     | 30. dubna 2004    |
| AM (SV) | stanice Praha             | 1484 kHz, 1332 kHz, 900 kHz, 603 kHz | 3 kW, 20 kW  | ??. ??. 1964      | 21. dubna 1989    |